# Leichtathletik-Europameisterschaften 1966/50 km Gehen der Männer

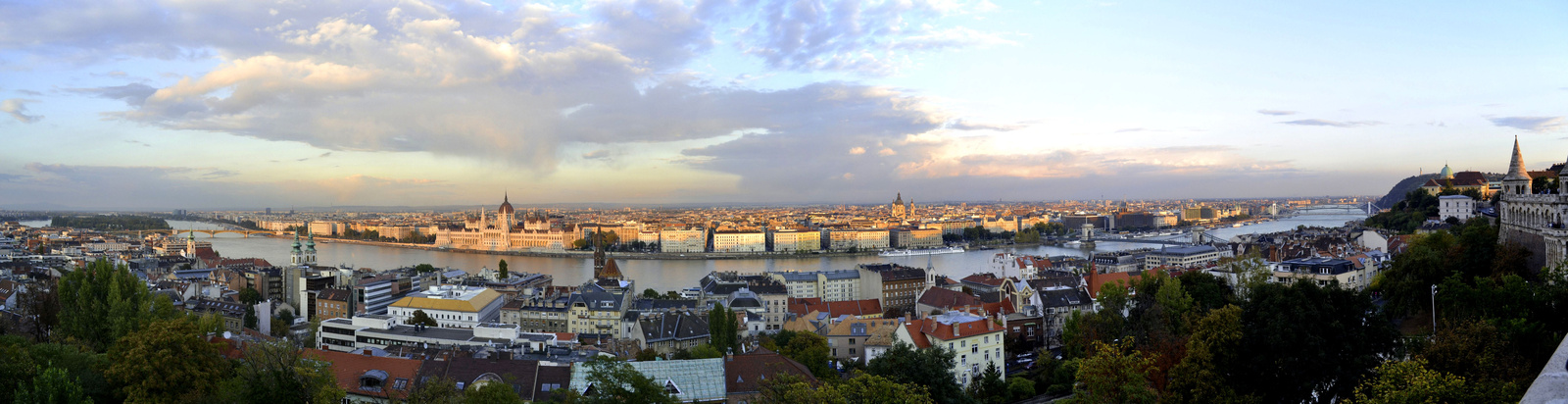
Panoramablick auf Budapest im Jahr 2011

Das 50-km-Gehen der Männer bei den Leichtathletik-Europameisterschaften 1966 wurde am 3. September 1966 in den Budapester Straßen ausgetragen.
In dieser Disziplin gab es mit Silber und Bronze zwei Medaillen für die Sowjetunion. Europameister wurde der italienische Titelverteidiger und Olympiasieger von 1964 Abdon Pamich. Er gewann vor dem Inhaber der Weltbestzeit Gennadi Agapow. Bronze ging an Oleksandr Schtscherbyna.

## Bestehende Rekorde
Anmerkung:

Rekorde wurden damals im Marathonlauf und Straßengehen wegen der unterschiedlichen Streckenbeschaffenheiten mit Ausnahme von Meisterschaftsrekorden nicht geführt.
| Weltbestzeit   | 3:55:36 h   | Gennadi Agapow     | Alma-Ata, Sowjetunion heute (Kasachstan) | 17. Oktober 1965 |
| Europabestzeit | 3:55:36 h   | Gennadi Agapow     | Alma-Ata, Sowjetunion heute (Kasachstan) | 17. Oktober 1965 |
| EM-Rekord      | 4:17:15,4 h | Jewgeni Maskinskow | EM Stockholm, Schweden                   | 24. August 1958  |

Der bestehende EM-Rekord wurde bei diesen Europameisterschaften nicht erreicht. Der italienische Europameister blieb mit seinen 4:18:42,2 h um 1:26,8 min über diesem Rekord. Von der Welt- und Europabestzeit war er 23:06,2 min entfernt.

## Finale

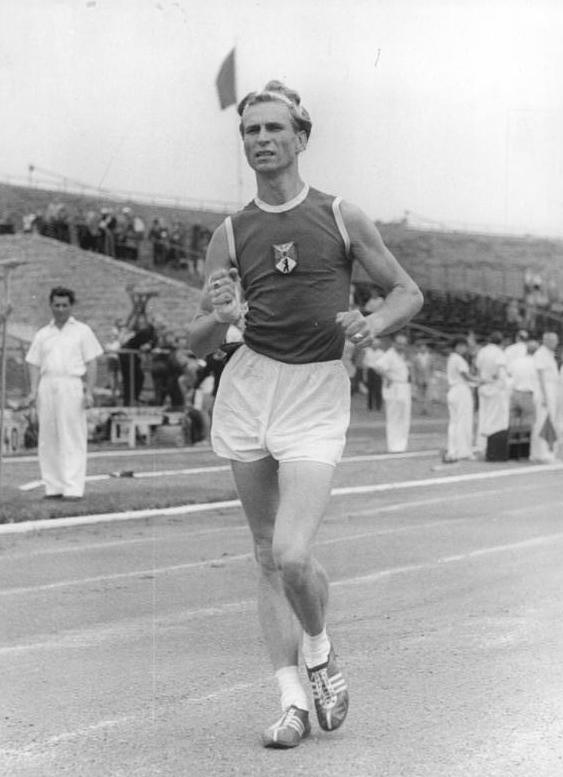
Kurt Sakowski belegte Rang vier

3. September 1966
| Platz | Name                    | Nation           | Zeit (h)  |
| ----- | ----------------------- | ---------------- | --------- |
| 1     | Abdon Pamich            | Italien          | 4:18:42,2 |
| 2     | Gennadi Agapow          | Sowjetunion      | 4:20:01,2 |
| 3     | Oleksandr Schtscherbyna | Sowjetunion      | 4:20:47,2 |
| 4     | Kurt Sakowski           | DDR              | 4:22:35,0 |
| 5     | Ray Middleton           | Großbritannien   | 4:23:01,0 |
| 6     | Henri Delerue           | Frankreich       | 4:24:30,4 |
| 7     | Günter Rieger           | DDR              | 4:25:50,8 |
| 8     | Vittorio Visini         | Italien          | 4:26:22,4 |
| 9     | Don Thompson            | Großbritannien   | 4:27:11,2 |
| 10    | Charles Sowa            | Luxemburg        | 4:30:13,6 |
| 11    | Peter Selzer            | DDR              | 4:33:57,4 |
| 12    | István Havasi           | Ungarn           | 4:35:11,0 |
| 13    | Alexandr Bílek          | Tschechoslowakei | 4:36:59,8 |
| 14    | Erwin Stutz             | Schweiz          | 4:37:51,4 |
| 15    | Bernhard Nermerich      | BR Deutschland   | 4:39:04,8 |
| 16    | Stig Lindberg           | Schweden         | 4:40:39,6 |
| 17    | Anatoli Penek           | Sowjetunion      | 4:41:23,2 |
| 18    | Gerhard Weidner         | BR Deutschland   | 4:44:04,2 |
| 19    | Charles Fogg            | Großbritannien   | 4:45:15,6 |
| 20    | Oldřich Stránský        | Tschechoslowakei | 4:49:57,8 |
| 21    | Eugeniusz Ornoch        | Polen            | 4:56:13,4 |
| 22    | Werner Hupfeld          | BR Deutschland   | 5:02:41,8 |
| DNF   | Ingvar Pettersson       | Schweden         |           |
| DNF   | Jacques Arnoux          | Frankreich       |           |
| DSQ   | Béla Dinesz             | Ungarn           |           |
| DSQ   | Max Sjöholm             | Schweden         |           |